# Матрица БКГ
Ма́трица BCG ([Би-Си-Джи]; англ. BCG matrix) — инструмент для стратегического анализа и планирования в маркетинге. Создана основателем Бостонской консалтинговой группы Брюсом Д. Хендерсоном для анализа актуальности продуктов компании, исходя из их положения на рынке относительно роста спроса данной продукции и занимаемой выбранной для анализа компанией доли на рынке.
В теоретическое обоснование заложены две концепции: жизненного цикла товара и эффекта масштаба производства или кривой обучения.
На матрице по осям отображаются рост спроса (вертикальная ось) и доля рынка (горизонтальная ось). Сочетание оценок этих двух показателей даёт возможность классифицировать товар, выделив четыре возможные роли товара для производящей или продающей его компании.

## Классификации типов стратегических хозяйственных подразделений
- «Звёзды» — Высокий рост объёма продаж и высокая доля рынка. Долю рынка необходимо сохранять и увеличивать. «Звёзды» приносят очень большой доход. Но, несмотря на привлекательность данного товара, его чистый денежный поток достаточно низок, так как требует существенных инвестиций для обеспечения высокого темпа роста.
- «Дойные коровы» («Денежные мешки», «Сливки») — Высокая доля на рынке, но низкий темп роста объёма продаж. «Дойных коров» необходимо беречь и максимально контролировать. Их привлекательность объясняется тем, что они не требуют дополнительных инвестиций и сами при этом обеспечивают хороший денежный доход. Средства от продаж можно направлять на развитие «Трудных детей» и на поддержку «Звёзд».
- «Трудные дети» («Дикие кошки», «Тёмные лошадки», «Знаки вопроса», «Проблема», «Телята») Низкая доля рынка, но высокие темпы роста. «Трудных детей» необходимо изучать. В перспективе они могут стать как звёздами, так и собаками. Если существует возможность перевода в звёзды, то нужно инвестировать, иначе — избавляться.
- «Собаки» («Неудачники», «Хромые утки», «Мёртвый груз») — темп роста низкий, доля рынка низкая, продукт, как правило, низкого уровня рентабельности и требует большого внимания со стороны управляющего. От «Собак» нужно избавляться.

## Правила построения
Горизонтальная ось соответствует относительной доле рынка, координатное пространство от 0 до 1 в середине с шагом 0,1 и далее от 1 до 10 с шагом 1. Оценка доли на рынке является результатом анализа продаж всех участников отрасли. Относительная доля рынка рассчитывается как отношение собственных продаж к продажам сильнейшего конкурента или трёх сильнейших конкурентов, в зависимости от степени концентрации на конкретном рынке: 1 означает, что собственные продажи равны продажам сильнейшего конкурента.
Вертикальная ось соответствует темпам роста рынка. Координатное пространство определяется темпами роста всех продуктов компании от максимального до минимального; минимальное значение может быть отрицательное, если темп роста отрицательный.
По каждому продукту устанавливается пересечение вертикальной и горизонтальной оси и рисуется круг, площадь которого соответствует доле продукта в объёмах продаж компании.

## Преимущества
- теоретическая проработка взаимосвязи между финансовыми поступлениями и анализируемыми параметрами;
- объективность анализируемых параметров (относительная рыночная доля и темп роста рынка);
- наглядность получаемых результатов и простота построения;
- она позволяет сочетать анализ портфеля с моделью жизненного цикла товара;
- проста и доступна для понимания;
- легко разработать стратегию для бизнес-единиц и инвестиционную политику.

## Недостатки
- Сильное упрощение ситуации: в модели учитываются только два фактора, однако высокая относительная доля рынка — не единственный фактор успеха, а высокие темпы прироста — не единственный показатель привлекательности рынка;
- Отсутствие учёта финансового аспекта: удаление собак может привести к удорожанию себестоимости коров и звёзд, а также негативно сказаться на лояльности клиентов, пользующихся данным продуктом;
- Допущение о том, что доля рынка соответствует прибыли: это правило может нарушаться при выводе на рынок нового продукта с большими инвестиционными затратами;
- Допущение, что снижение рынка вызвано окончанием жизненного цикла товара: бывают другие ситуации на рынке, например, окончание ажиотажного спроса или экономический кризис.